# Ренессанс Земамра
«Ренессанс Клуб Атлетик Земамра» (араб. نادي نهضة أتلتيك الزمامرة‎), также известный, как «Ренессанс Земамра» — марроканский футбольный клуб из провинциального города Земамра. В сезоне 2022/23 играет в Ботоле 2, втором по силе дивизионе страны.

## История
После победы в Ботоле 2 в сезоне 2018/19, клуб вышел в Высший дивизион впервые в своей истории. В своём дебютном сезоне в элите клуб занял 12-е место с 34 очками. Однако уже на следующий сезон «Атлетик» вылетел из Ботолы, заняв последнее, 16-е место.
Клуб стал известен тем, что 28 июня 2022 года подписал контракт с экс-игроком Милана Хашимом Мастуром, который впоследствии стал капитаном «Земамры».

## Достижения
- Ботола 2
  - Победитель (1): 2018/19

## Стадион
Ренессанс играет домашние матчи на Стад Ахмед Шукри вместимостью 1000 человек.